# Рокселанов ринопитек
Рокселановият ринопитек (Rhinopithecus roxellana) е вид бозайник от семейство Коткоподобни маймуни (Cercopithecidae). Видът е застрашен от изчезване.

## Разпространение и местообитание
Разпространен е в Китай.